# 硝音あや
硝音 あや（しょうおと あや、12月25日 - ）は、日本の漫画家、イラストレーター。女性。東京都出身。別名義はしょうおとあや。

## 来歴
「しょうおと あや」名義でボーイズラブ漫画家、イラストレーターとして活動したのち、2008年に『シルフ』（メディアワークス）にて連載された『S・L・H ストレイ・ラブ・ハーツ!』で少女漫画誌デビュー。
2009年11月24日より三省堂書店カルチャーステーション千葉店にて開催された『シルフ』作家による複製原画展に硝音も参加。
2010年、創刊号である『ARIA』（講談社）9月号より、『純血+彼氏』の連載を開始。
2011年3月26日よりSHIBUYA TSUTAYAにて行われた、『ARIA』のコミックス誕生を祝した複製原画展に硝音も参加。
2012年、『なかよし』（同）4月号より『スーパーダーリン!』の連載を開始。
2013年、『月刊Asuka』（角川書店）4月号より『百千さん家のあやかし王子』の連載を開始。2015年6月に同作が舞台化。
2016年、『ARIA』11月号より乙女ゲームブランドのオトメイトとコンテンツプロデュース会社のREDとの共同企画作品である『蝶々事件』の連載を開始。
2018年12月20日、『ガンガンONLINE』（スクウェア・エニックス）にて『憑き神とぼんぼん』の連載を開始。
2020年5月6日、『Palcy』（講談社）にて『オトメのオモチャ』の連載を開始。同作は『別冊フレンド』（同）にも掲載され、6月号から連載開始。
2021年、『ASUKA』9月号より『影時さまのくれなゐ後宮』の連載を開始。2023年、同誌9月号にて同作の最終回掲載と同時に『百千さん家のあやかし王子-継-』の連載を開始。

## 作風
「美麗な絵とキャラクター」で人気を得ており、「軽快なテンポとコメディーセンスに定評がある」作風。

## 作品リスト

### 連載
- S・L・H ストレイ・ラブ・ハーツ!（『シルフ』2008年 - 2010年9月号[16]、メディアワークス、全5巻）
- EPITAPH（『コミック百合姫』休載中、一迅社）
- 薔薇嬢のキス（『月刊Asuka』、角川書店、全9巻）
- 純血+彼氏（『ARIA』2010年9月号（創刊号[4]） - 2014年11月号[17]、講談社、全10巻）
- スーパーダーリン!（『なかよし』2012年4月号[6] - 2012年11月号[18]、講談社、全2巻）
- 百千さん家のあやかし王子（『月刊Asuka』2013年4月号[7] - 2015年11月号[19]、2016年6月号[19] - 2019年10月号[20]、角川書店、全16巻）
  - 百千さん家のあやかし王子-継-（『ASUKA』2023年9月号[14] - ）
- 蝶々事件（『ARIA』2016年11月号[9] - 2018年6月号（休刊号[21]）、講談社、全4巻） - オトメイト、REDとの共同企画[9]
- 憑き神とぼんぼん（『ガンガンONLINE』2018年12月20日[10] - 2020年2月6日、スクウェア・エニックス、全3巻）
- オトメのオモチャ（『Palcy』2020年5月6日[11] - 2021年4月13日、講談社、全3巻） - 『別冊フレンド』でも2020年6月号より[12]2021年5月号まで掲載[22]
- 影時さまのくれなゐ後宮（『ASUKA』2021年9月号[13] - 2023年9月号[14]、全3巻）

### 読み切り
- 『純血+彼氏』アフレコレポートマンガ（『ARIA』2011年12月号[23]）
- オレのお頭がこんなに引きこもってるワケがない!!（『るろうに剣心 -明治剣客浪漫譚-公式コミックアンソロジー』2012年9月28日発売[24]）
- 百千さん家のNEXTドン!（『月刊Asuka』2015年3月号別冊付録「NEXTドン!」[25]）

### 装画・挿絵
- 散歩と踏切（著：S･稔也、二見シャレード文庫）
- 〜だぜ、DRシリーズ（著：樹生かなめ、二見シャレード文庫）
- 約束 〜空から降る星〜（著：白川恵、アニメイトWeb小説、のち講談社X文庫ホワイトハート）
- VS-ヴァーサス- シリーズ（著：麻生俊平、富士見ファンタジア文庫）
- アリアではじまる聖譚曲 シリーズ（著：西本紘奈、角川ビーンズ文庫）
- 暗殺姫のアドレッセンス シリーズ（著：神奈木智、B's-LOG文庫）
- 紺碧の騎士団 シリーズ（著：秋月志緒、B's-LOG文庫）
- 白桜四神 シリーズ（著：伊藤たつき、角川ビーンズ文庫）
- 千年王国の盗賊王子 シリーズ（著：氷川一歩、講談社X文庫ホワイトハート）
- 神華後宮厨師伝 偽りの天は花梨で邂逅す（著：真楠ヨウ、富士見L文庫)
- 皇帝陛下のお世話係〜女官暮らしが幸せすぎて後宮から出られません〜シリーズ（著：柊一葉、SQEXノベル）
- 王太子に婚約破棄されたので、もうバカのふりはやめようと思います シリーズ（著：狭山ひびき、PASH!ブックス）

### イラスト
- アクエリアンエイジ - カードイラスト
- Both Wings〜白と黒の混ざり合う場所〜（原案・監修：荻原秀樹、アニメイト独占販売CD） - キャラクターデザイン・イラスト
- 涼宮ハルヒの憂鬱公式アンソロジー キョン&古泉の災難（2009年12月26日発売[26]） - カバーイラスト[26]
- Starry☆Sky 〜in Spring〜 オール4コマアンソロジー（2010年2月27日発売） - カバーイラスト
- Starry☆Sky 〜in summer〜 オール4コマアンソロジー（2010年4月30日発売） - カバーイラスト
- Starry☆Sky 〜in Autumn〜 オール4コマアンソロジー（2010年6月30日発売） - カバーイラスト
- Starry☆Sky 〜in Winter〜 オール4コマアンソロジー（2010年8月30日発売） - カバーイラスト

## しょうおとあや名義
漫画
- スキ!（二見書房）
- 秘密で、花園。（ビブロスのちリブレ出版）
- オレって、天使（リブレ出版）

挿絵
- お義兄様が世界で1番っ（著：高月まつり、ゲンキノベルズ）

## 寄稿
- 百合姫カラーアートワークス CHRONICLE（2010年7月17日発売[27]、一迅社） - 『コミック百合姫』5周年記念イラスト集[27]、イラスト[27]
- コスプレARIA（『ARIA』2012年4月号・5月号応募者全員プレゼントブックレット[28]） - 描きおろしイラスト[28]
- 画集 ASUKA Gallery（『月刊Asuka』2015年1月号付録[29]） - 『百千さん家のあやかし王子』の描きおろしイラスト[29]
- 甘々ARIA（『ARIA』2015年9月号応募者全員プレゼント小冊子[30]） - 連載作の番外編[30]
- 40th COMIC MARKET CHRONICLE（2015年8月14日発売[31]） - 掲載されている座談会に参加[31]
- K90スケブ（『BOOK☆WALKER』開催KADOKAWAデジコミマーケット K90フェア[32]） - 描きおろしイラスト[32]
- 画集 ASUKA SPECIAL COLLECTION!（『月刊Asuka』2017年4月号付録[33]） - イラスト[33]
- COMIC MARKET 45th Anniversary Book（2020年12月28日発売[34]） - イラスト[34]